# Довлатов, Сергей Донатович
Серге́й Дона́тович Довла́тов (полная фамилия Довла́тов-Ме́чик, при рождении Ме́чик; 3 сентября 1941, Уфа, Башкирская АССР, СССР — 24 августа 1990, Нью-Йорк, США) — русский писатель и журналист.

## Биография
Родился 3 сентября 1941 года в Уфе, столице Башкирской АССР, в семье театрального режиссёра, еврея Доната Исааковича Мечика (1909—1995) и актрисы, а впоследствии корректора, армянки Норы Сергеевны Довлатовой (Довлатян) (1908—1999). В Уфу его родители и бабушка были эвакуированы из Ленинграда в июле 1941 года и жили в доме сотрудников НКВД по улице Гоголя, № 56, до 1942 года, когда были дальше эвакуированы в Новосибирск. С 1944 года жил в Ленинграде на улице Рубинштейна, дом № 23.
В 1959 году поступил на отделение финского языка филологического факультета Ленинградского государственного университета и учился там два с половиной года.
Общался с ленинградскими поэтами Евгением Рейном, Анатолием Найманом, Иосифом Бродским и писателем Сергеем Вольфом («Невидимая книга»), художником Александром Неждановым.
Из университета был исключён за неуспеваемость. Служил три года, с 1962 по 1965, во внутренних войсках в охране исправительных колоний в Коми АССР (посёлок Чиньяворык, около 70 км юго-западнее города Ухты). По воспоминаниям Бродского, Довлатов вернулся из армии «как Толстой из Крыма, со свитком рассказов и некоторой ошеломлённостью во взгляде».

### Литературная деятельность в СССР
Поступил на факультет журналистики ЛГУ, работал в студенческой многотиражке Ленинградского кораблестроительного института «За кадры верфям», писал рассказы. После института работал в газете «Знамя прогресса» ЛОМО. Был приглашён в группу «Горожане», основанную Марамзиным, Ефимовым, Вахтиным и Губиным. Работал литературным секретарём Веры Пановой.
30 января 1968 года впервые в жизни выступил перед публикой на «Вечере творческой молодёжи Ленинграда».
С сентября 1972 года по март 1975 года жил в Эстонской ССР. Для получения таллинской прописки около двух месяцев работал кочегаром в котельной, одновременно являясь внештатным корреспондентом газеты «Советская Эстония». Позже был принят на работу в выпускавшуюся Эстонским морским пароходством еженедельную газету «Моряк Эстонии», заняв должность ответственного секретаря. Являлся внештатным сотрудником городской газеты «Вечерний Таллин». Осенью 1972 года принят на работу в отдел информации газеты «Советская Эстония».
В своих рассказах, вошедших в книгу «Компромисс», Довлатов описывает истории из своей журналистской практики в качестве корреспондента «Советской Эстонии», а также рассказывает о работе редакции и жизни своих коллег-журналистов. Набор его первой книги «Пять углов» в издательстве «Ээсти Раамат» был уничтожен по указанию КГБ Эстонской ССР.
Работал экскурсоводом в Пушкинском заповеднике под городом Псковом. В 1975 году вернулся в Ленинград. Работал в журнале «Костёр». Писал прозу. Журналы отвергали его произведения по идеологическим причинам. Опубликованы были лишь повесть в «Неве» и рассказ «Интервью» на производственную тему в «Юности» (1974), за последний он получил солидные по тем временам 400 рублей. Также ему удалось напечатать более 10 рецензий в «Неве» и «Звезде». Публиковался в самиздате, а также в эмигрантских журналах «Континент», «Время и мы».
В 1976 году был исключён из Союза журналистов СССР.

### Жизнь в эмиграции

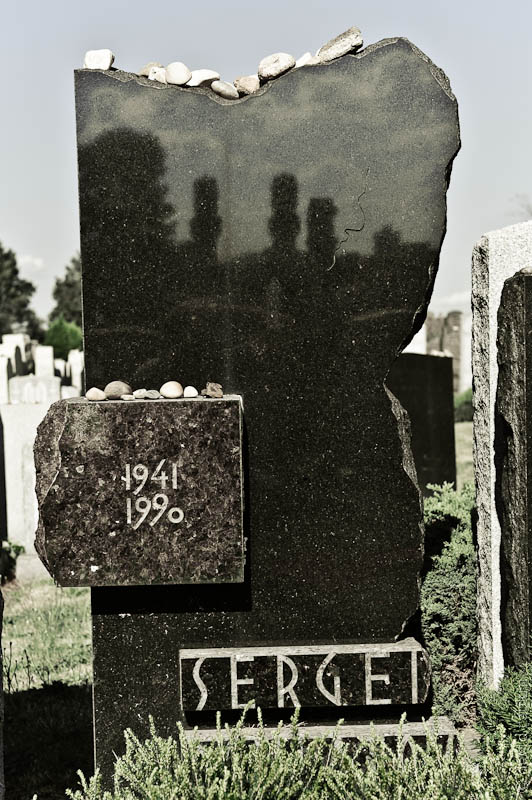
Могила Сергея Довлатова на кладбище Маунт-Хеброн. Флашинг, Куинс, Нью-Йорк

18 июля 1978 года Довлатов был задержан и арестован на 15 суток якобы за хулиганство. Уже 24 августа 1978 года из-за преследования властей Довлатов вместе с матерью по израильской визе эмигрируют из СССР. Первоначально они прилетают в Вену, где задерживаются на полгода в ожидании въездной визы в США. Наконец после получения визы американского посольства 22 февраля 1979 года Довлатов прибывает в США и поселяется в районе Форест-Хилс в Нью-Йорке, где становится главным редактором еженедельной газеты «Новый американец». Членами его редколлегии были Борис Меттер, Александр Генис, Пётр Вайль, балетный и театральный фотограф Нина Аловерт, поэт и эссеист Григорий Рыскин и другие. Газета быстро завоевала популярность в эмигрантской среде. Одна за другой выходили книги его прозы.
К середине 1980-х годов Довлатов добился большого читательского успеха, печатался в журналах Partisan Review и The New Yorker. За двенадцать лет эмиграции издал двенадцать книг в США и Европе. Готовя к печати свои ранние произведения, он переписывал их, а в завещании оговорил запрет на публикацию всех текстов, созданных им в СССР.
В СССР до начала политики Перестройки и гласности писателя знали по самиздату и авторской передаче «Бродвей 1775» на Радио «Свобода». С 1989 года произведения Довлатова начали появляться и в советской прессе: в майском номере таллинского журнала «Радуга» были напечатаны ранние (но заново переписанные автором в эмиграции) рассказы «Марш одиноких» (1967) и «Голос» (1968), в июльском номере журнала «Октябрь» рассказы из книги «Чемодан», а в октябрьском номере журнала «Звезда» повесть «Филиал». Скончался на 49-м году жизни от сердечной недостаточности 24 августа 1990 года в Нью-Йорке. Похоронен на еврейском кладбище Маунт-Хеброн в нью-йоркском районе Куинс.

## Личная жизнь

### Семья
Сергей Довлатов был официально женат дважды.
- Первая жена (1960—1968) — Ася Марковна Пекуровская (род. 1940), филолог и литератор, выпускница филологического факультета ЛГУ (1966); брак распался в 1962 году во время службы Довлатова в армии, но развод был оформлен в 1968 году.
  - В 1970 году, уже после развода, у неё родилась дочь — Мария Пекуровская, в настоящее время вице-президент рекламного отдела кинокомпании Universal Pictures[32]. В 1973 году эмигрировали из СССР в США.
- Вторая жена — Елена Давидовна Довлатова (урождённая Ритман, род. 1941), филолог (корректор и редактор)[33][34][35]. Прибыла с дочерью в США 6 июня 1978 года.
  - Дочь Екатерина (англ. Katherine Dovlatov, род. 6 июня 1966).
  - Сын Николас (англ. Nicholas Dovlatov[36], род. 23 декабря 1981, Нью-Йорк[37]).
- Гражданская жена (1975—1978) — Тамара Николаевна Зибунова (1945 — 2025), выпускница физико-математического факультета Тартуского государственного университета (1968), программист[38].
  - Дочь Александра Довлатова-Мечик, журналист (род. 1975).
- Единокровная сестра Ксана Бланк (Ксения Мечик-Бланк, род. 1957) — славист, профессор Принстонского университета[39][40].

### Алкоголизм
Сергей Довлатов страдал алкоголизмом.
По мнению литературоведа А. Ю. Арьева, хорошо знавшего Довлатова в молодости:

Это было более-менее массовое явление, потому что, в общем-то, пили все мы довольно много. И хотя в богемной и просто литературной среде это было распространённое явление, но то, как пили все эти лауреаты Сталинских премий и мастера социалистического реализма — так это уму непостижимо. Мы им в подмётки не годились. Просто они пили где-то за своими голубыми заборами до очумения, а нам приходилось перемещаться из магазина в магазин, доставать где-то деньги и всё прочее.— «Андрей Арьев о Довлатове: „Он просто хотел печататься“»
Хорошо знавший Довлатова Александр Генис писал:

Сергей ненавидел свои запои и бешено боролся с ними. Он не пил годами, но водка, как тень в полдень, терпеливо ждала своего часа. Признавая её власть, Сергей писал незадолго до смерти: «Если годами не пью, то помню о Ней, проклятой, с утра до ночи».
В своём интервью скульптор Эрнст Неизвестный отмечает:

Дело в том, что я с ним пил. Его пьянство, с точки зрения психиатрии, да для этого не нужно быть психиатром, любой пьющий мужик это знает, это была форма самоубийства. Именно так, как он пил. Не в смысле много, а психологически как. Он как бы втыкал нож в своё сердце и говорил: «На тебе, на тебе, на тебе»… Это было тёмное русское пьянство, которое здорово, здорово отражено в песнях Высоцкого: «Что за дом притих…», «всё не так! Всё не так, ребята». Поэтому какое-то стремление куда-то убежать, а куда бежать? — в смерть, у него, конечно, было.
—  Документальный фильм «Жизнь нелегка. Ваш Сергей Довлатов» (Ленинград — Нью Йорк)

## Произведения

### Прижизненные издания
Ни одного текста, опубликованного в СССР до 1978 года, Довлатов перепечатывать ни при каких обстоятельствах не позволял.
Список книг, вышедших при его прямом или косвенном участии:
- Невидимая книга — Анн-Арбор: Ardis Publishing, 1977
- Соло на ундервуде: Записные книжки — Париж: Третья волна, 1980
- Компромисс — Нью-Йорк: Серебряный век, 1981
- Зона: Записки надзирателя — Анн-Арбор: Эрмитаж, 1982
- Заповедник — Анн-Арбор: Эрмитаж, 1983
- Марш одиноких — Холиок: New England Publishing, 1983
- Наши — Анн-Арбор: Ardis Publishing, 1983
- Соло на ундервуде: Записные книжки — 2-е издание, дополненное — Холиок: New England Publishing, 1983
- Демарш энтузиастов (соавторы Вагрич Бахчанян, Наум Сагаловский) — Париж: Синтаксис, 1985
- Ремесло: Повесть в двух частях — Анн-Арбор: Ardis Publishing, 1985
- Иностранка — Нью-Йорк: Russica Publishers, 1986
- Чемодан — Тенафлай[англ.]: Эрмитаж, 1986
- Представление — Нью-Йорк: Russica Publishers, 1987
- He только Бродский: Русская культура в портретах и анекдотах — Нью-Йорк: Слово, 1988[источник не указан 880 дней] (соавтор Марианна Волкова)
- Записные книжки — Нью-Йорк: Слово, 1990
- Филиал — Нью-Йорк: Слово, 1990

### Некоторые посмертные издания
- Заповедник — Л.: Васильевский остров, 1990.
- Зона; Компромисс; Заповедник — М.: ПИК, 1991.
- Блеск и нищета русской литературы. — СПб.: Азбука-Классика, 2000.
- Сергей Довлатов. Собрание прозы: в 3 томах / Иллюстрации Александра Флоренского. — СПб.: Лимбус-пресс, 1993. — ISBN 5-8370-0307-X.
- Сергей Довлатов. Малоизвестный Довлатов: Сборник / Иллюстрации Александра Флоренского. — СПб.: АОЗТ «Журнал „Звезда“», 1995. — ISBN 5-7439-0021-3.
- Сергей Довлатов. Собрание сочинений: в 4 томах. — СПб.: Азбука-Классика, 2003—2004. — ISBN 5-352-00079-6.
- Уроки Чтения. Филологическая проза. — СПб.: Азбука, 2010. — 384 с. — ISBN 978-5-9985-0845-5. (Первое комментированное издание записных книжек и эссе о литературе)
- Довлатов С. Жизнь и мнения: Избранная переписка. — СПб.: Журнал «Звезда», 2011. 384 с. — 5000 экз. — ISBN 978-5-7439-0156-2.
- Довлатов С. Последняя книга: Рассказы, статьи. — СПб.: Азбука; Азбука-Аттикус, 2011. — 608 с. + вкл. (16 с.) — ISBN 978-5-389-02233-1.

### Экранизация произведений
- 1992 — «По прямой», реж. Сергей Члиянц; по мотивам рассказов С. Довлатова
- 1992 — «Комедия строгого режима», реж. Владимира Студенникова и Михаила Григорьева; по мотивам эпизода повести «Зона. Записки надзирателя» о постановке в канун Октября силами заключённых спектакля «Кремлёвские звёзды».
- 2012 — «Написано Сергеем Довлатовым», реж. Рома Либеров, по мотивам произведений и биографии писателя
- 2015 — «Конец прекрасной эпохи», реж. Станислав Говорухин; по мотивам рассказов «Компромисс».
- 2018 — «Довлатов», реж. Алексей Герман мл.; биографический фильм о нескольких днях из жизни Сергея Довлатова в Ленинграде начала 70-х годов. В основе некоторых сюжетных линий лежат рассказы Сергея Довлатова разных лет.
- 2018 — «Заповедник», реж. Анна Матисон; по мотивам книги «Заповедник».

### Переписка Довлатова и Ефимова
В 2001 году издательство «Захаров» выпустило книгу «Сергей Довлатов — Игорь Ефимов. Эпистолярный роман». Книга охватывает переписку между Довлатовым и Ефимовым с 1979 по 1989 год. Несколько издательств, к которым Ефимов обращался с предложением выпустить книгу, отказались это делать из-за соображений авторского права. Довлатов при жизни выступал против публикации своих писем, о чём упоминает в одном из писем Ефимову. Семья Довлатова, в первую очередь вдова писателя Елена Довлатова, являющаяся владельцем авторских прав на всё написанное Довлатовым, в соответствии с его завещанием тоже возражала против публикации писем. Издательство Захарова решило публиковать переписку, аргументируя это тем, что ответственность издательства перед читателями больше, чем его ответственность перед семьёй Довлатова. Однако Елене Довлатовой вместе с дочерью Катериной удалось в российском суде доказать свои права на переписку и добиться запрета на публикацию книги спустя год после продажи всего тиража в 15 тысяч экземпляров. Суд отказал Елене Довлатовой в её требовании уничтожить все выпущенные экземпляры книги.

## Адреса
- 1941—1944 — Уфа, улица Гоголя, д. 56 (мемориальная доска на башкирском и русском языках);
- 1944—1972 — Ленинград, улица Рубинштейна, д. 23, кв. 34[48];
- 1972—1975 — Таллин, ул. И. В. Рабчинского (ныне ул. Вабрику), д. 41, кв. 4.
- 1975 — Пушкиногорье (деревня Березино)➤.
- 1975—1978 — Ленинград, улица Рубинштейна, д. 22.
- Нью-Йорк, Куинс, 105-38 63rd Drive[49] (На данный момент мемориальная доска отсутствует). После петиции, собравшей множество подписей, улица переименована муниципалитетом в честь Сергея Довлатова в Sergei Dovlatov Way.

## Память
- 3 сентября 2003 года в Таллине в честь Сергея Довлатова была установлена мемориальная доска на стене дома № 41 по улице Вабрику (до 1990 — улица И. В. Рабчинского), где в квартире № 4 писатель проживал почти три года (1972—1975). Отлитая из бронзы доска представляет собой книжный разворот, где слева сквозной текст, а справа — сквозное стилизованное изображение писателя, выводящего на прогулку свою любимую собаку — фокстерьера Глашу. Изображение сделано по рисунку Александра Флоренского из известной петербургской группы художников «Митьки», который иллюстрировал «Собрание прозы в 3 томах» Довлатова (изд. «Лимбус Пресс»). Мемориальная доска, выполненная эстонским скульптором Ириной Рятсепп, установлена по инициативе и на средства эстонского общественного комитета «Dovlatov memo» при частичной финансовой поддержке правительства Москвы и Московского фонда международного сотрудничества имени Юрия Долгорукого[50].
- 3 сентября 2007 года в Санкт-Петербурге, на улице Рубинштейна, дом 23, состоялась торжественная церемония открытия мемориальной доски писателю. Автором мемориальной доски является Алексей Архипов, член Союза художников России. В торжественной церемонии открытия мемориальной доски приняли участие деятели культуры, искусства, члены городского правительства. Для участия в церемонии в северную столицу приехали вдова писателя Елена Довлатова и его дочь Катерина, руководитель Международного фонда Сергея Довлатова[51][52].
- В честь Сергея Довлатова названа литературная Довлатовская премия, вручаемая журналом «Звезда».
- В 2008 году галерейный проект «Невская Башня» и студия ручной печати «Б&Ф» выпустили альбом эстампов «Рисунки А. Флоренского к произведениям Сергея Довлатова», посвящённый 15-летию выхода из печати первого трёхтомника писателя с иллюстрациями Александра Флоренского. Этот трёхтомник, печатавшийся на протяжении всех 1990-х годов, стал символом массовой популярности писателя.[источник не указан 1747 дней] В 2011 году к юбилею писателя была выпущена серия эстампов «Окрестности Довлатова» по мотивам суперобложек к тому же изданию.[источник не указан 1747 дней]
- В 2011 году в издательстве «Азбука» готовился к выпуску юбилейный альбом фотографий, посвящённый 70-летию со дня рождения Сергея Довлатова, составленный из работ Нины Аловерт, однако недостаток средств отодвинул осуществление этого проекта.[источник не указан 1747 дней]
- В 2011—2012 годах в рамках Дней Довлатова — 2011 состоялся выставочный проект «Окрестности Довлатова», посвящённый 70-летию писателя. Выставки эстампов Александра Флоренского к первому трёх(четырёх)томнику прошли во всех довлатовских местах: Ленинграде, Таллине, Пушкинских Горах и Нью-Йорке.[источник не указан 1747 дней]
- 26 ноября 2011 года в Уфе установили памятную доску писателю на фасаде дома № 56 по улице Гоголя, где он родился и провёл младенческие годы, о чём не раз упоминал в своих произведениях[53].
- 4 июля 2014 года открылся дом-музей Сергея Довлатова в Пушкиногорье (Березино), описанный в повести писателя «Заповедник»➤.
- 7 сентября 2014 года в Нью-Йорке была открыта улица Сергея Довлатова[54].
- В России первой именем Сергея Довлатова 28 августа 2014 года названа новая улица в городе Ухта[55], в котором он многократно бывал во время своей службы в армии.
- В Таллине с 2014 года ежегодно проводится фестиваль «Дни Довлатова в Таллине»[56].
- 4 сентября 2016 года у дома 23 по улице Рубинштейна в Санкт-Петербурге в рамках трёхдневного фестиваля «День Д», посвящённого 75-летию со дня рождения Сергея Довлатова, состоялась церемония открытия памятника писателю работы скульптора Вячеслава Бухаева[57][58][59][60][61].
- В 2016 году был издан альбом «Сергей Довлатов в фотографиях и воспоминаниях Нины Аловерт». Книга, которую не удалось выпустить в Москве к 70-летию со дня рождения писателя, вышла во Владивостоке к его 75-летнему юбилею. Издание (168 страниц, 134 фотографии, тираж 1200 экз.) имеет интересную историю. В 2015 году по удивительному стечению обстоятельств Нина Аловерт, известный балетный критик и фотограф из Нью-Йорка, при поддержке Генерального консульства США во Владивостоке привезла в местную галерею «Арка» фотовыставку «Друзей моих прекрасные черты». Помимо фотографий Михаила Барышникова, Дианы Вишнёвой и других мастеров балета, в экспозиции были представлены многочисленные снимки друзей и знакомых Аловерт, творивших русскую культуру в России и за рубежом, — Сергея Юрского, Иосифа Бродского, Эрнста Неизвестного… Среди них было и несколько снимков Сергея Довлатова, с которым Нина Аловерт в 1980-х работала в газете «Новый американец». Выяснилось, что Довлатов имеет владивостокские корни — в этом городе жили его дед и отец. «Судьба поставила нас перед „неизбежностью“ издать альбом фотографий Довлатова во Владивостоке» — пишет в предисловии Нина Аловерт. Генеральное консульство США на Дальнем Востоке России выделило грант на издание книги. Партнёром проекта выступила «Новая Газета во Владивостоке». В издании книги приняли участие дизайнер Марина Божко, писатель Василий Авченко, журналисты Дмитрий Мотовилов и Андрей Островский. В течение года альбом был подготовлен и отпечатан в типографии ООО «Полиграф-Сервис-Плюс». 3 сентября 2016 года в день 75-летия со дня рождения Сергея Довлатова он был презентован в галерее «Арка» — той самой, в которой за год до этого Нина Аловерт впервые показала Владивостоку свои снимки Довлатова. Так, замечает Нина Аловерт, Довлатов «мистически возвратился накануне своего 75-летия» во Владивосток — город, «в котором писатель никогда не бывал при жизни, но о котором он не раз вспоминал, создавая книгу „Наши“».
- С 2016 года в Санкт-Петербурге проводится ежегодный фестиваль «День Д», посвящённый дню рождения Довлатова (организаторы: «Дом Культуры» Льва Лурье, Анастасия Принцева)[62].
- 3 сентября 2020 года в Уфе состоялся первый Довлатовский фестиваль «Литературный импульс»[63].
- В 2023 году был выпущен трамвай «Довлатов» производства УТМ, эксплуатирующийся в Санкт-Петербурге.
- В мае 2024 года Электрический переулок, расположенный в Уфе между улицами Гоголя и Карла Маркса, переименовали в честь Довлатова. В доме 56 на улице Гоголя Сергей Довлатов прожил несколько лет после рождения, пока его семья не переехала в Ленинград[64].

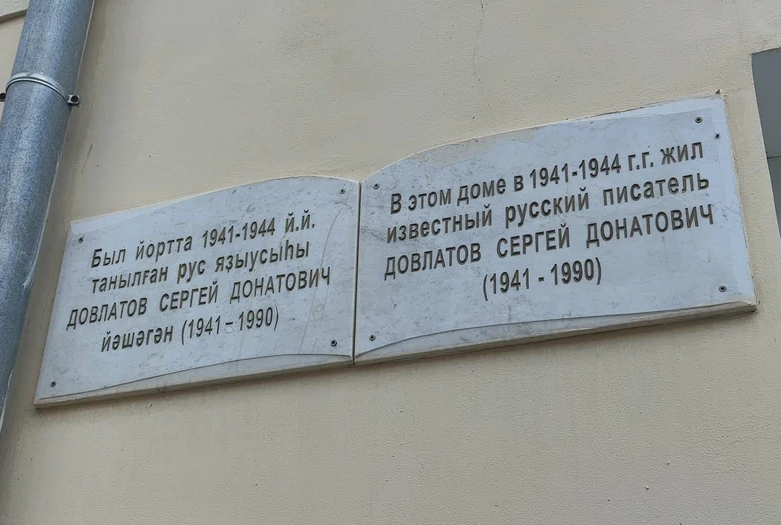
Мемориальная доска Сергею Довлатову. Уфа, улица Гоголя, д. 56
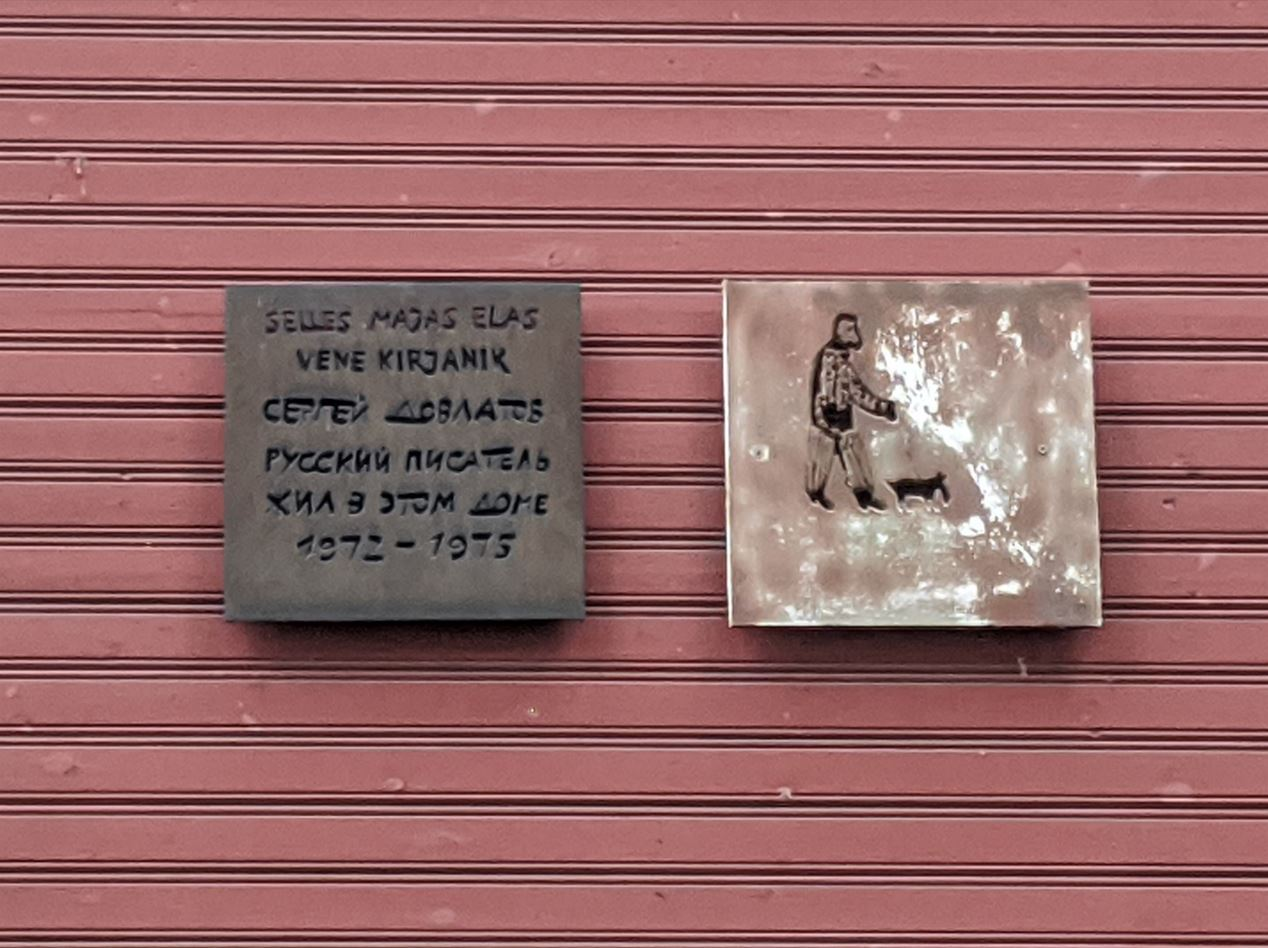
Мемориальная доска на доме Довлатова. Таллин, улица Вабрику, 41
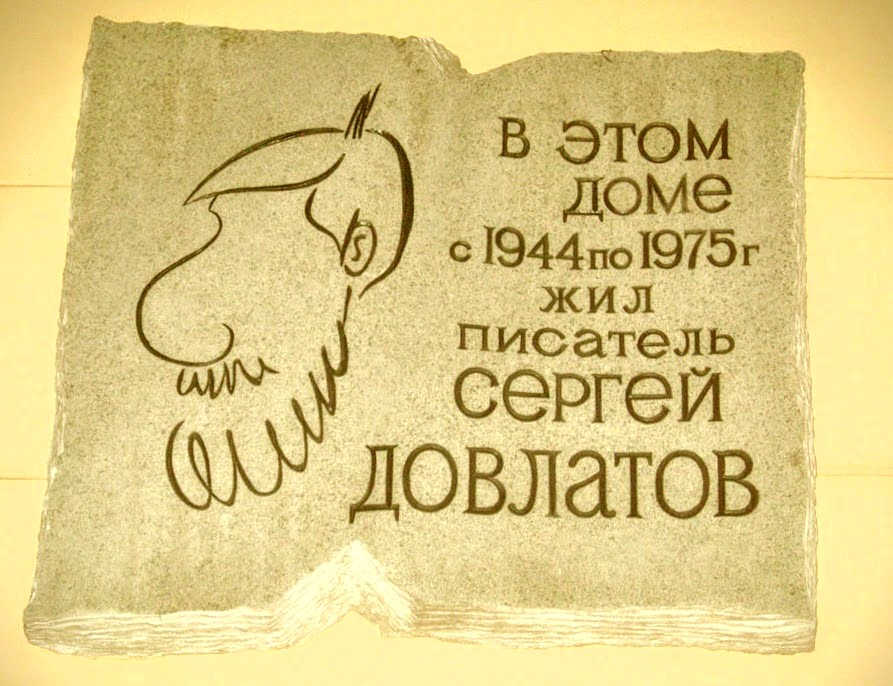
Мемориальная доска на доме Довлатова. Санкт-Петербург, ул. Рубинштейна, 23
Памятник Довлатову на ул. Рубинштейна, 23―25
Загородный проспект, 15—17 (Санкт-Петербург)
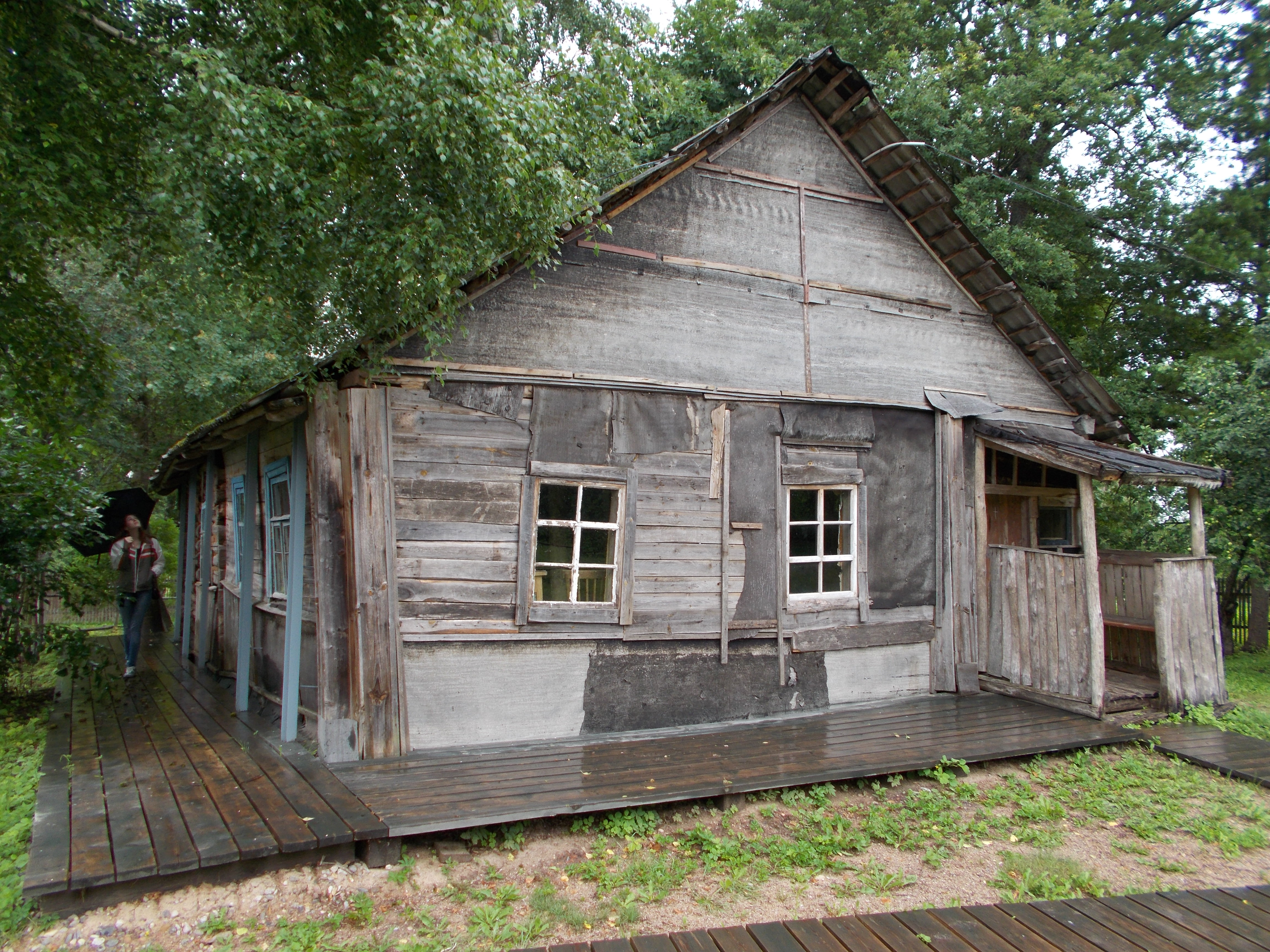
Дом-музей Довлатова в Пушкиногорье (Березино)

### Дом-музей Довлатова в Пушкиногорье
4 июля 2014 года открылся дом-музей Сергея Довлатова в Пушкиногорье (деревня Березино). В этом доме писатель жил в 1975 году, работая экскурсоводом в Пушкиногорье. Этот дом подробно описан в повести Довлатова «Заповедник».
Создатели музея сохранили атмосферу старого деревенского дома, какой её увидел прозаик: «Дом Михал Иваныча производил страшное впечатление. На фоне облаков чернела покосившаяся антенна. Крыша местами провалилась, оголив неровные темные балки. Стены были небрежно обиты фанерой. Треснувшие стекла — заклеены газетной бумагой».
Фестиваль «Заповедник», посвящённый жизни и творчеству писателя Сергея Довлатова, проводится ежегодно с 2015 года на территории музея-заповедника «Михайловское» и дома-музея Довлатова.

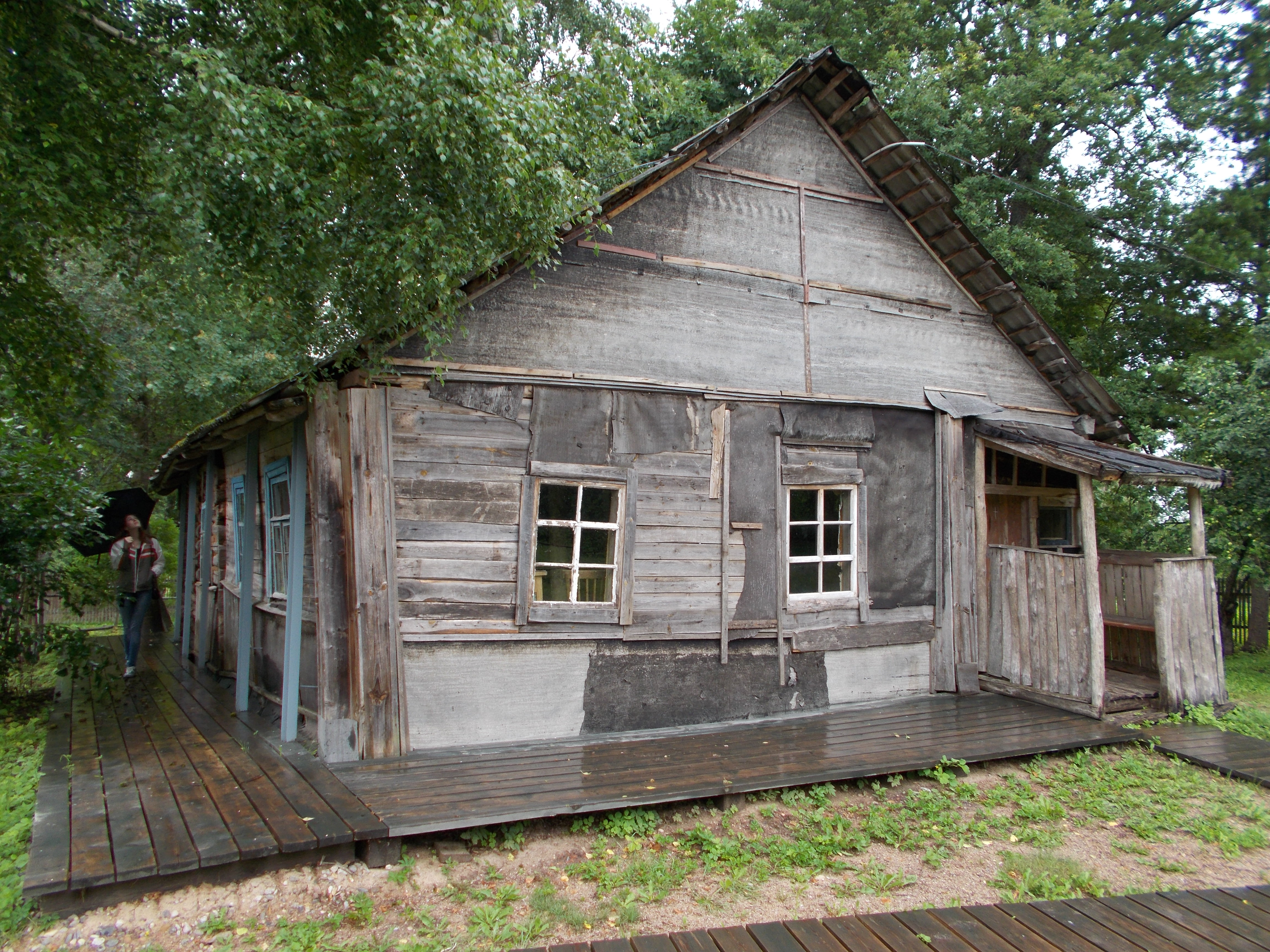
Дом-музей Довлатова в деревне Березино
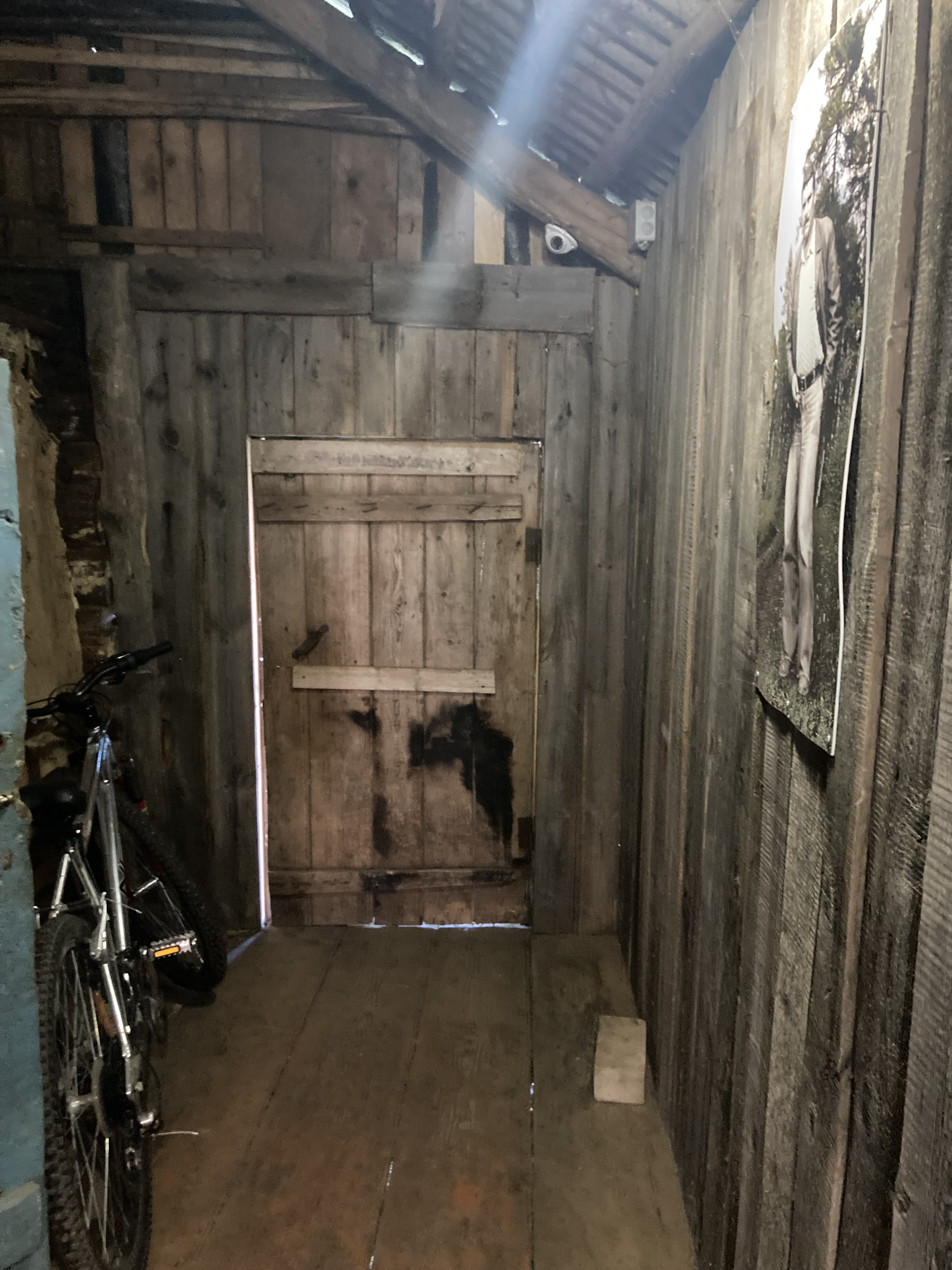
Отдельный вход
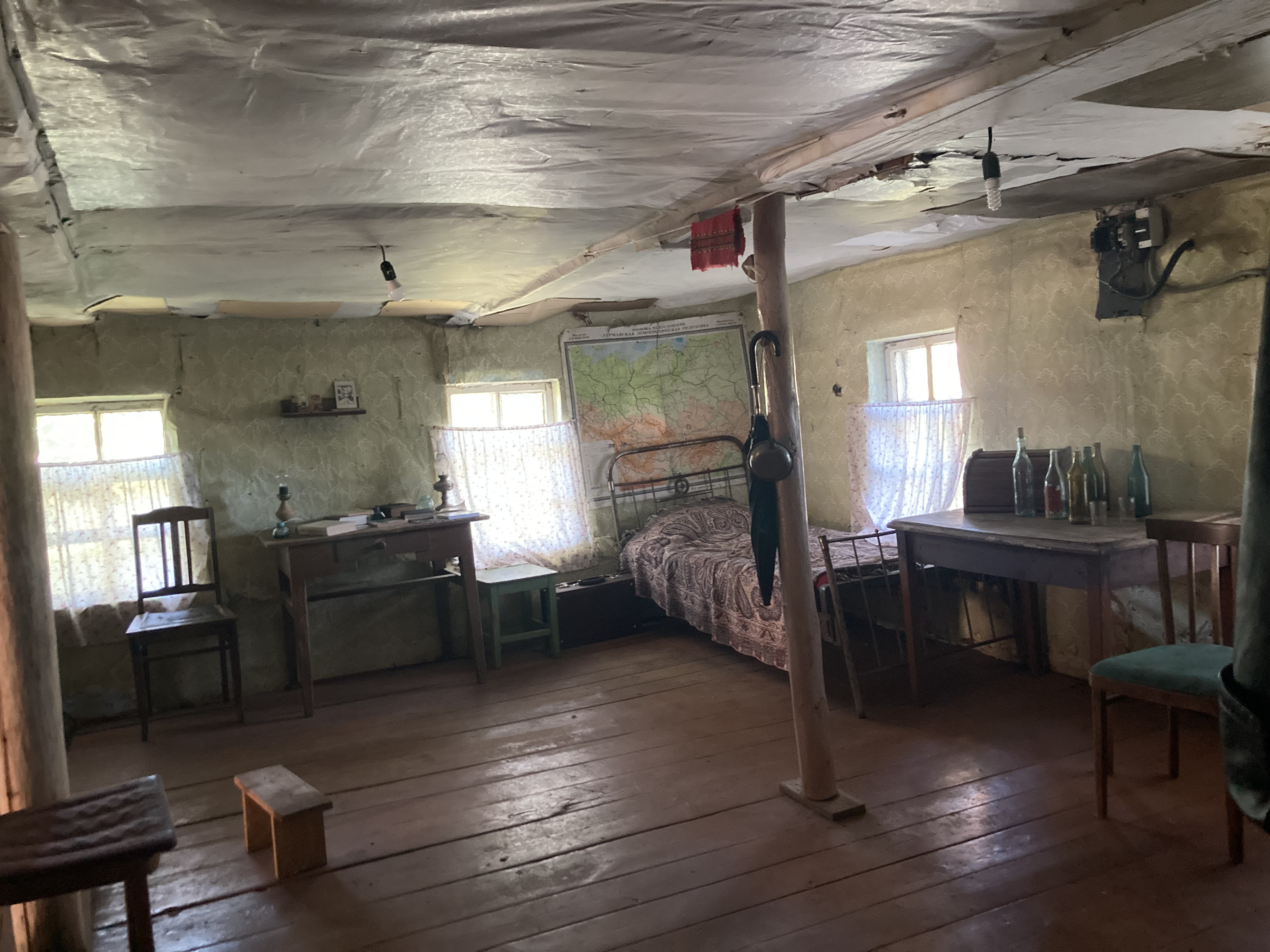
Комната писателя
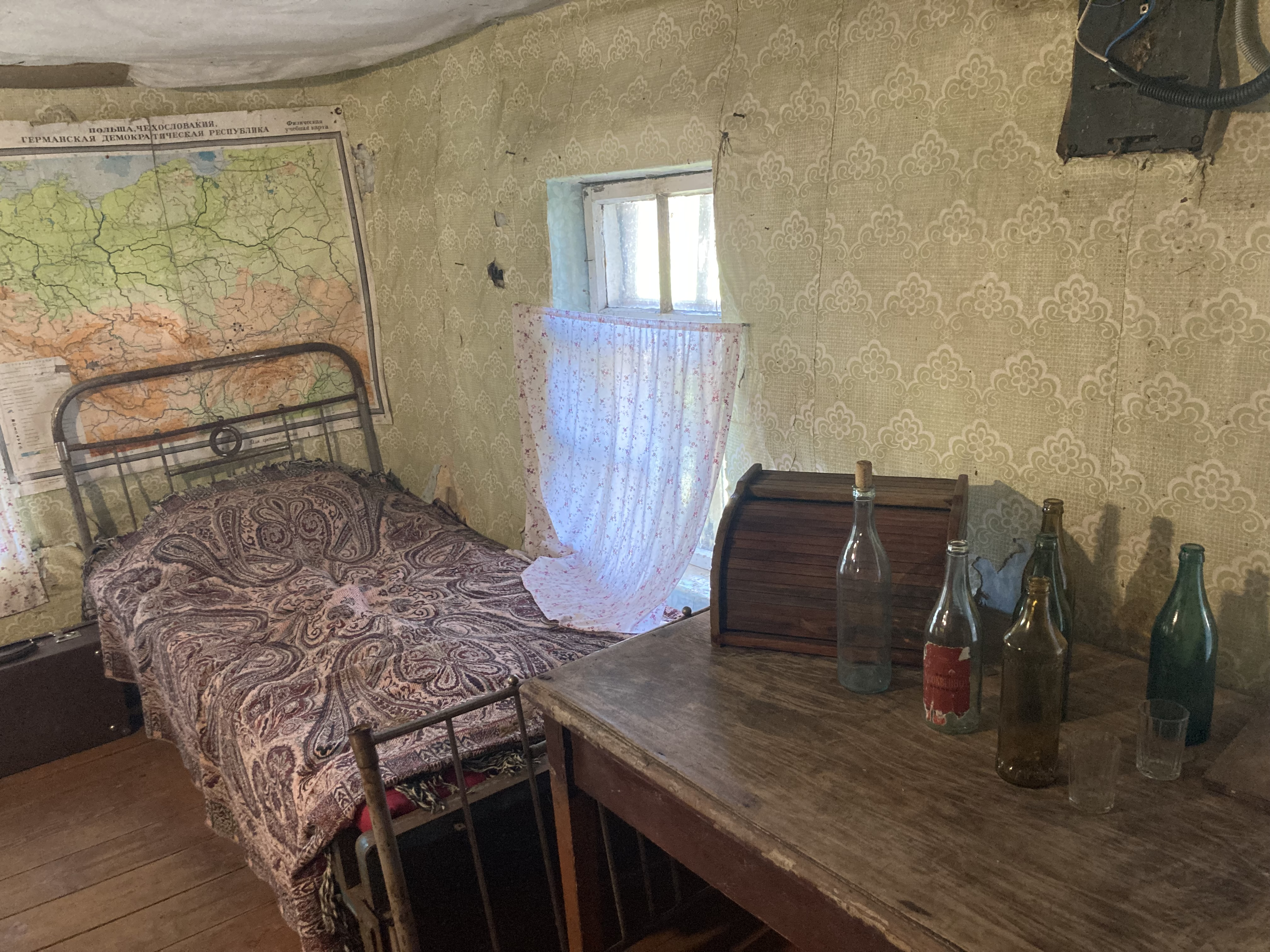
Кровать писателя
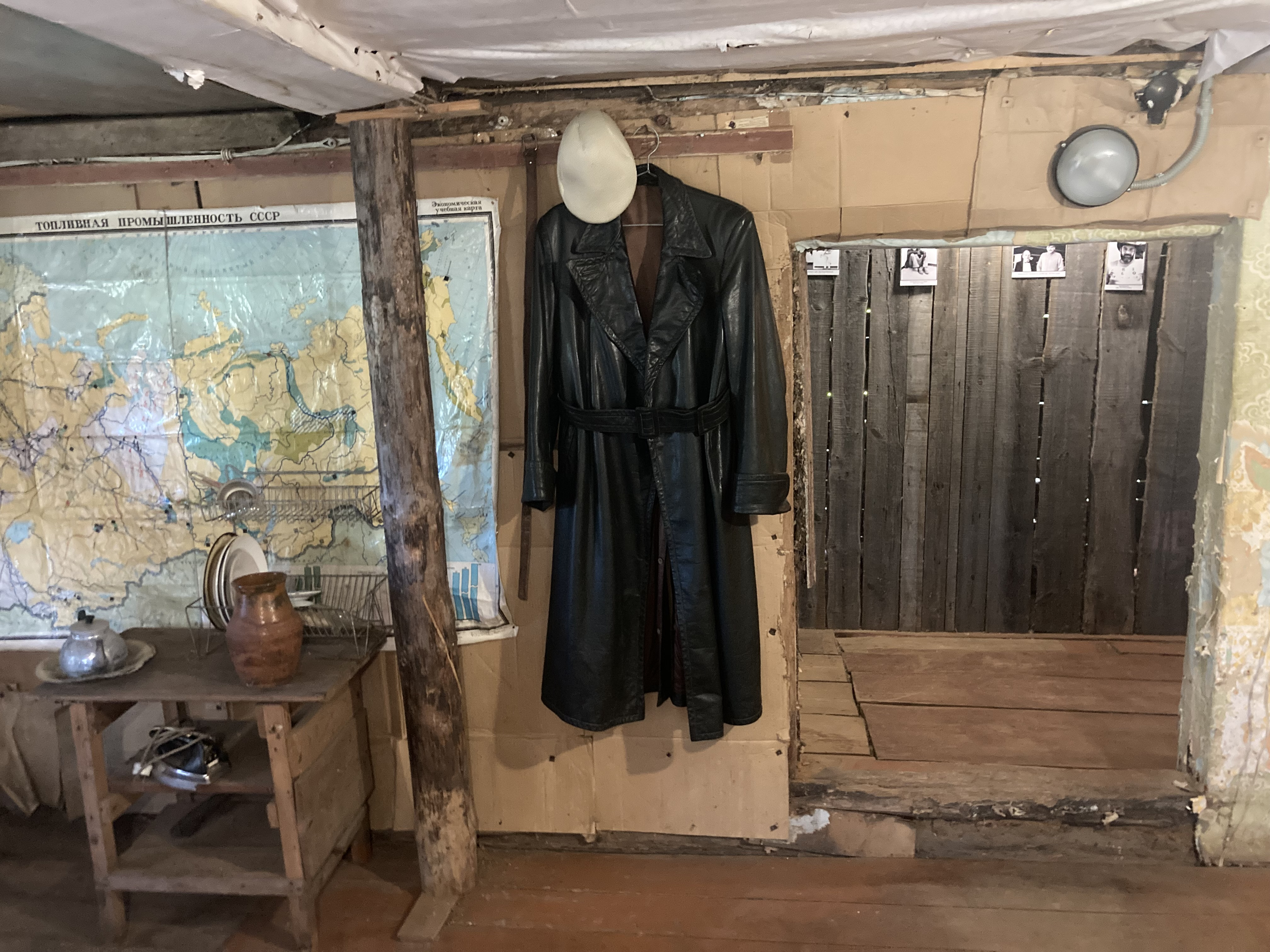
Плащ писателя
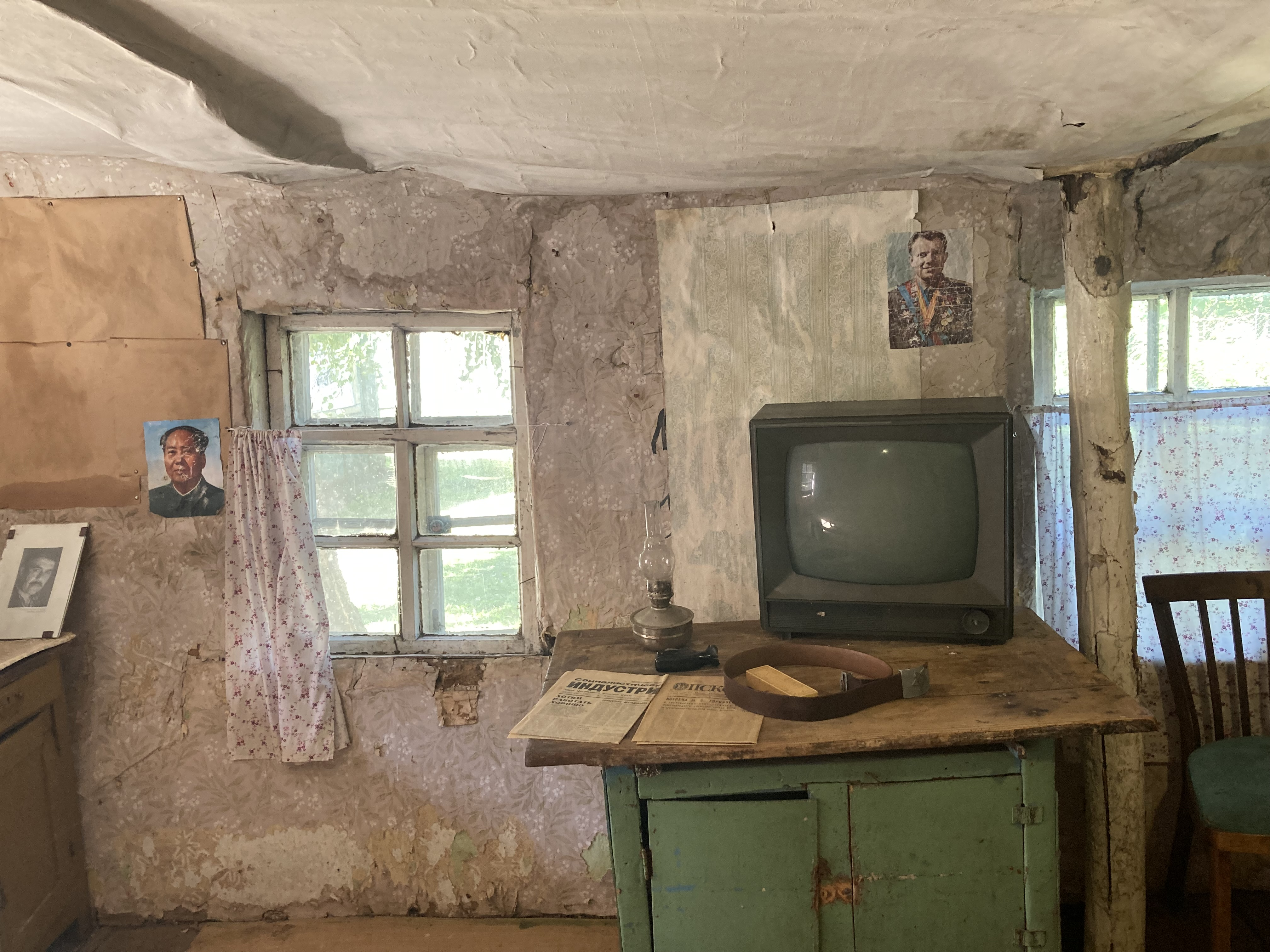
Стена с портретами Мао и Гагарина
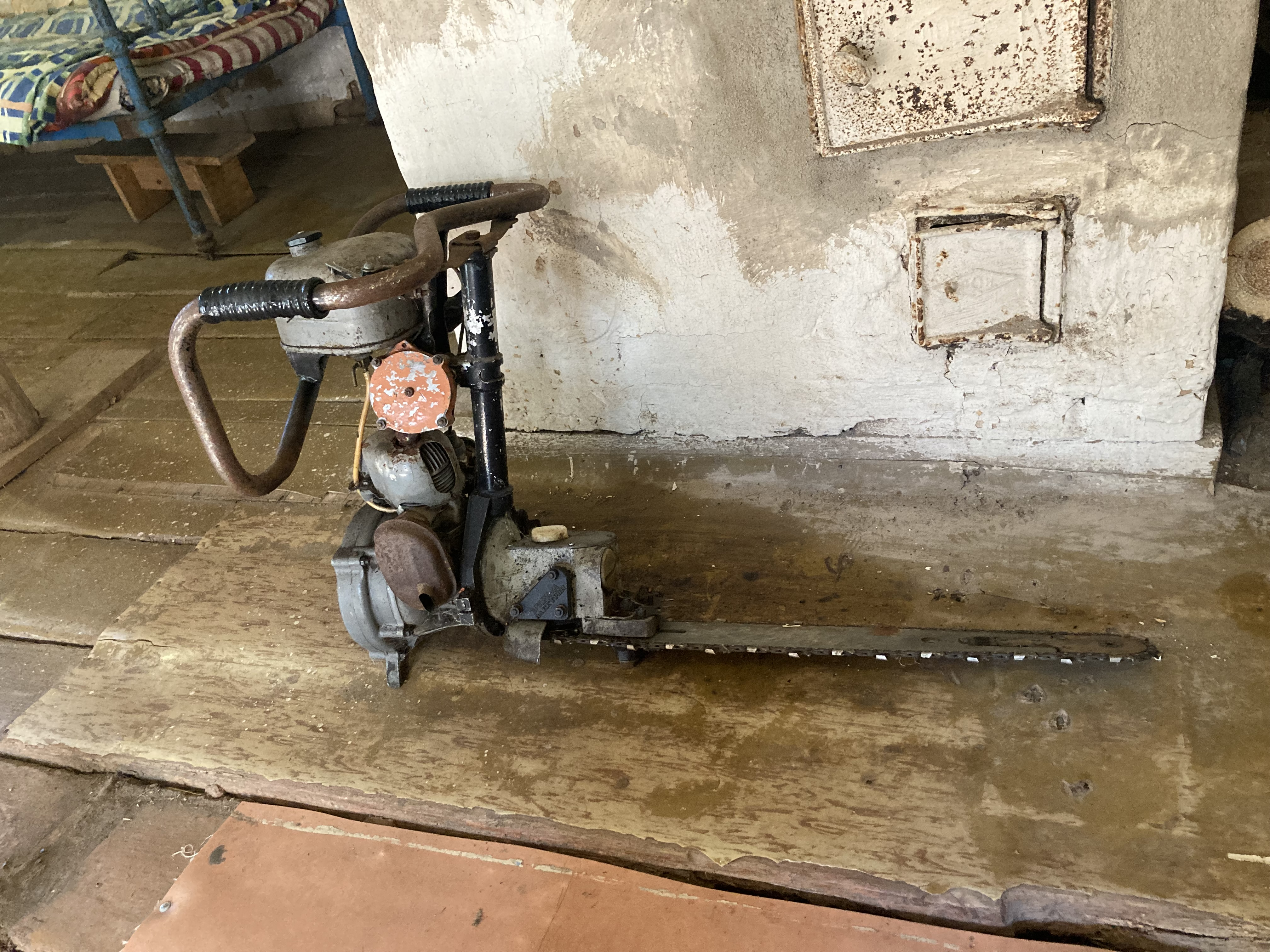
Бензопила «Дружба»
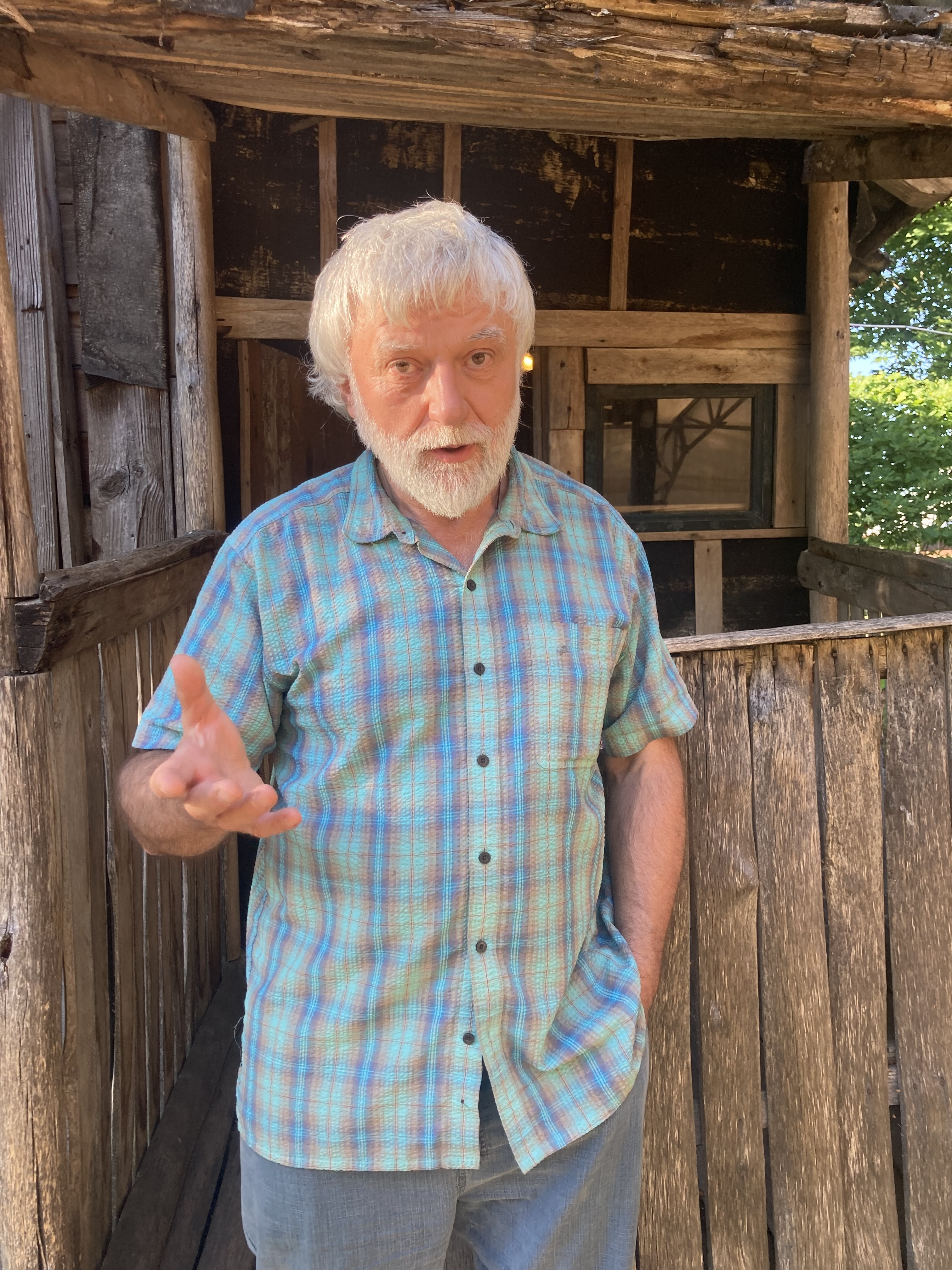
Директор музея Юрий Волкотруб

## Культурное влияние
- В 1994 году Пётр Штейн поставил в Московском Художественном театре им. А. П. Чехова спектакль «Новый американец» по мотивам жизни Сергея Довлатова и его произведениям «Зона: Записки надзирателя» и «Заповедник». Сергея Довлатова играл Дмитрий Брусникин. Спектакль с успехом шёл на малой сцене МХТ более 20 лет[75].[значимость факта?]
- Михаил Веллер назвал одну из автобиографических повестей «Ножик Сережи Довлатова».[значимость факта?]
- Книги С. Довлатова — «Зона», «Чемодан», «Заповедник», «Рассказы» — включены в перечень 100 книг, рекомендованных Министерством образования и науки России к самостоятельному прочтению школьниками.[значимость факта?]
- Довлатов на протяжении четверти века является одним из самых читаемых, часто и многотиражно издаваемых русских писателей. Наряду с Иосифом Бродским и Александром Солженицыным он входит в тройку наиболее известных на Западе русскоязычных авторов второй половины XX века[76].
- Произведения Довлатова переведены более чем на тридцать языков мира[источник не указан 316 дней].